# 小行星2533
小行星2533（2533 Fechtig）是一颗绕太阳运转的小行星，为主小行星带小行星。该小行星于1905年11月3日发现。
該小行星以德國天體物理學家雨果·費希提格（Hugo Fechtig）命名。

## 轨道参数
小行星2533的轨道半长轴为3.1078672 UA，离心率为0.162。